# Konger
Konger (Conger conger) – drapieżny gatunek morskiej ryby węgorzokształtnej z rodziny kongerowatych (Congridae).

## Występowanie
Północno-wschodni Ocean Atlantycki, Morze Północne, rzadziej Bałtyk, Morze Śródziemne i Morze Czarne.

## Charakterystyka
Konger jest bardzo podobny do węgorza. Jego ciało jest znacznie wydłużone, wężowate, bez łusek.
Płetwa grzbietowa dłuższa niż u węgorza, zaczyna się tuż za głową i jest połączona z ogonową, a ta z odbytową. Linia boczna pełna. Ubarwienie kongera zależy od rodzaju dna, na którym zamieszkuje. Na dnie skalistym jest ono czarnoszare na grzbiecie i blade na spodzie, a na dnie piaszczystym grzbiet przyjmuje barwę jasnobrązową. Osiąga długość do 3 m i masę ciała ponad 60 kg, maksymalnie do 110 kg. Żywi się głównie rybami i skorupiakami. Samica składa do 8 mln ziaren ikry. Larwy typu leptocefal.